# پارک گوزن (انگلستان)

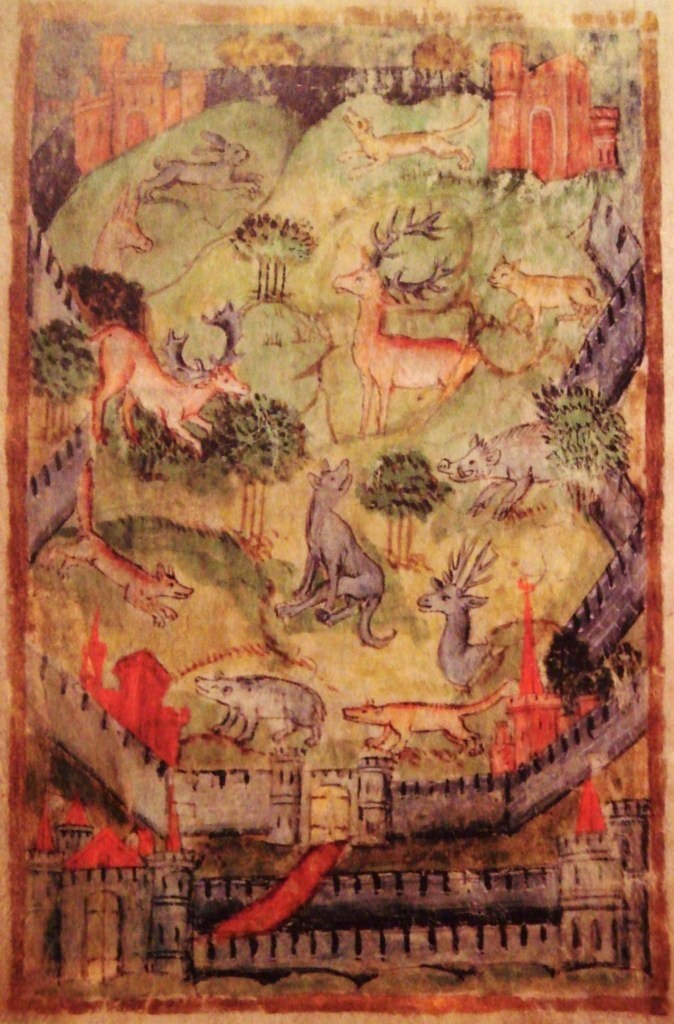
تصویری از یک پارک شکار قرون وسطایی از نسخه خطی سدهٔ پانزدهمی استاد شکار، ام اس. Bodley 546 f. 3 ولت

در قرون وسطی و اوایل انگلستان مدرن، ولز و ایرلند، یک پارک گوزن (به لاتین: novale cervorum, campus cervorum) محوطه‌ای محصور دارای گوزن بود. آن را به یک خندق و ساحل با یک پارک چوبی رنگ‌پریده در بالای ساحل، یا با یک دیوار سنگی یا آجری محدود می‌کرد. خندق در داخل بود باعث افزایش ارتفاع مؤثر می‌شد. برخی از پارک‌ها دارای " جهش " گوزن بودند که در آن یک رمپ خارجی وجود داشت و خندق داخلی در مقیاس بزرگ‌تری ساخته شده بود، بنابراین به گوزن‌ها اجازه می‌داد تا وارد پارک شوند اما از خروج آنها جلوگیری می‌کرد.

حصار گوزن بلوط قدیمی در پارک شارلکوت در وارویک شایر

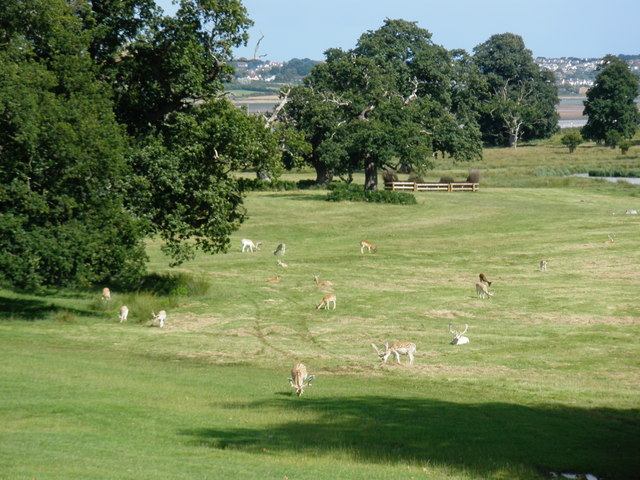
گوزن زرد در پارک قلعه پودرهام، دوون